# Weißfuß-Wieselmaki
Der Weißfuß-Wieselmaki (Lepilemur leucopus) ist eine auf Madagaskar lebende Primatenart aus der Gruppe der Wieselmakis innerhalb der Lemuren.

## Merkmale
Weißfuß-Wieselmakis sind die kleinsten Wieselmakis. Sie erreichen eine Kopfrumpflänge von 18 bis 21 Zentimeter und eine Schwanzlänge von 23 bis 25 Zentimeter. Ihr Gewicht beträgt 0,5 bis 0,6 Kilogramm. Ihr Fell ist an der Oberseite hellgrau, die Schultern, Oberarme und Oberschenkel können einen leichten Braunstich haben. Die Kehle und der Bauch sind weißgrau, diese Färbung kann sich bis auf die Flanken erstrecken. Der rundliche Kopf ist grau, hinter den großen, runden Ohren sind kleine, weiße Büschel. Die großen Augen sind von weißgrauen, brillenartigen Feldern umgeben.

## Verbreitung und Lebensraum

Verbreitungsgebiet

Weißfuß-Wieselmakis bewohnen den äußersten Süden Madagaskars, ihr Lebensraum sind mit Didiereaceae bestandene Dornstrauchsavannen sowie Galeriewälder.

## Lebensweise
Weißfuß-Wieselmakis sind wie alle Wieselmakis nachtaktiv, tagsüber schlafen sie in Baumhöhlen oder im Pflanzendickicht. Sie bewohnen relativ kleine Reviere von 0,2 bis 0,4 Hektar Größe. Gegenüber gleichgeschlechtlichen Artgenossen wird das Territorium mit Rufen markiert, das Revier eines Männchens kann sich allerdings mit dem eines oder mehrere Weibchen überlappen. Manchmal benutzen auch ein Männchen und ein Weibchen die gleiche Schlafstelle, sie gehen aber getrennt auf Nahrungssuche.
Ihre Nahrung besteht in erster Linie aus Blättern. Den niedrigen Nährwert ihrer Nahrung machen sie mit langen Phasen der Inaktivität, insbesondere in der Trockenzeit, wett.
Zwischen Oktober und November bringt das Weibchen nach rund 130-tägiger Tragzeit ein einzelnes Jungtier zur Welt.

## Gefährdung
Die IUCN listet die Art als „stark gefährdet“ (endangered).